# Andrena decipiens
Andrena decipiens är en biart som beskrevs av Schenck 1861. Andrena decipiens ingår i släktet sandbin, och familjen grävbin. Inga underarter finns listade i Catalogue of Life.